# トマシュ・ヴァウドフ
トマシュ・ヴォイチェヒ・ヴァウドフ（ポーランド語: Tomasz Wojciech Wałdoch、1971年5月10日 - ）は、ポーランドとドイツの元サッカー選手、現サッカー指導者。元ポーランド代表。選手時代のポジションはDF。

## 選手経歴

### クラブ
1988年にエクストラクラサのグールニク・ザブジェで選手となった。
1994年にツヴァイテリーガのVfLボーフムに完全移籍した。1995-96シーズンに優勝しブンデスリーガに昇格した。
1998-99シーズン終了後にボーフムはツヴァイテリーガに降格、するとシャルケ04に完全移籍した。2006年夏を以て現役を引退した。
その後2007年夏のシーズンオフにヤギエロニア・ビャウィストクでプレーした。

### 代表
ポーランド代表として74試合の出場経歴がある。代表初出場は1991年8月21日に行われたスウェーデン代表との親善試合であった。翌年にはバルセロナオリンピックにも出場し銀メダルを獲得した。その後、2002 FIFAワールドカップには主将として出場し、同大会を以て代表を引退した。

## 指導歴
2006年7月1日にシャルケのU-17チームのアシスタントコーチに就任した。その後セカンドチームのアシスタントコーチも務めた。
2009年11月11日にポーランド代表のアシスタントコーチに就任した。後に代表でのチームメイトであったヤチェク・ジェリンスキにこの地位は受け継がれた。
2010年4月20日に古巣グールニク・ザブジェのスポーティングディレクターに就任したが、11月に辞任した。
その後は再びシャルケの下部組織でコーチを務めている。

## 私生活
息子のカミル・ヴァウドフもサッカー選手。

## 代表歴

### 出場大会
- ポーランド代表
  - 2002 FIFAワールドカップ

### 試合数
- 国際Aマッチ 74試合 2得点（1991年-2002年）[7]

| ポーランド代表 | 国際Aマッチ | 国際Aマッチ |
| 年             | 出場        | 得点        |
| -------------- | ----------- | ----------- |
| 1991           | 2           | 0           |
| 1992           | 6           | 1           |
| 1993           | 9           | 0           |
| 1994           | 6           | 0           |
| 1995           | 9           | 1           |
| 1996           | 3           | 0           |
| 1997           | 6           | 0           |
| 1998           | 5           | 0           |
| 1999           | 8           | 0           |
| 2000           | 9           | 0           |
| 2001           | 5           | 0           |
| 2002           | 6           | 0           |
| 通算           | 74          | 2           |